# Iglesia de San Andrés de Agües
La iglesia de San Andrés de Agues, de estilo historicista, fue construida en 1805 por el maestro Manuel Secades y sufragada por los vecinos del pueblo de Soto de Agües, fue intervenida en 1857, reedificada en 1872 y sometida a importantes reformas a principios del siglo XX. En su exterior se puede leer la siguiente inscripción: «Se hizo a costa de los vecinos de San Andrés de Agües siendo juez Don Toribio Suárez de la Bera, en 1805».
La planta es rectangular, con crucero y cabecera cuadrada, bóvedas de crucería y pórtico lateral. Tiene una torre lateral en forma de aguja apuntada, decorada con bolas de tipo escurialense, que sustituyó al antiguo remate consistente en un templete de columnillas de hierro y que constituye uno de los elementos más llamativos del conjunto. Las bóvedas tienen una decoración pictórica que consiste en la imitación de mármoles que enmarcan pasajes bíblicos. El retablo actual es obra del padre Carlos Pereira, natural de San Andrés de Agües, y está realizado en la década de 1970 con vidrios de colores engarzados en una estructura metálica para configurar una cruz basada en la Cruz de Alfonso II el Casto.